# Сэссю
Сэссю (яп. 雪舟 Сэссю:,  1420 — 8 августа 1506) — японский художник и дзэнский монах периода Муромати, мастер монохромной живописи тушью (суйбокуга или суми-э). Согласно «Хонтё Гаси» (Истории живописи Японии, 1691 г.) он принадлежал к клану Ода (小田). Имя художника от рождения неизвестно. «Сэссю» — творческий псевдоним, который художник взял себе в зрелом возрасте; «Тойо (или Тоё)» (яп.  等楊 То:ё:) — личное имя (имина), полученное в монастыре Сёкоку-дзи от мастера Сюнрин Сюто. Сэссю — ученик японского художника Сюбуна Тэнсё.

## Биография
Родился в 1420 году в исторической провинции Биттю, в селении Акахама, неподалёку от города Содзя (ныне деревня Мису, округ Цукубо, префектура Окаяма).
Тойо Ода происходил из высокородной самурайской семьи. В раннем возрасте был отдан в дзенский монастырь Хофуку-дзи в Ияме.
В 1431 году, в 12-летнем возрасте, Сэссю приехал в Киото и поселился в Сёкоку-дзи, одном из важнейших дзенских монастырей системы годзан («пять гор») Киото.
Его наставником Дзен в Сёкоку-дзи был Сюнрин Сюто, а учителем живописи был Тенсё Сюбун.
Примерно в 1460 году, проведя почти 30 лет в Киото, Сэссю покинул Сёкоку-дзи и перешёл на службу к клану Оути в Ямагути (провинция Суо, западная часть острова Хонсю). Клан Оути построил для Сэссю храм-студию Ункоку-ан. В этот период времени Сэссю был известен также под псевдонимом Ункоку. Именно находясь в Ямагути, художник выбрал себе творческий псевдоним Сэссю («Снежная Лодка»), под которым он и вошёл в историю японского и мирового искусства.
В 1468—1469 Сэссю посетил Китай династии Мин, куда отправился с торговой миссией. Добрался до Пекина, делал там настенные росписи, заказанные ему Управлением по Ритуалам.
В 1469 году вернулся в Японию и длительное время (до 1479 г.) жил в провинции Бунго (ныне префектура Оита), пока в центральных провинциях полыхала Война годов Онин. Затем Сэссю вернулся в Суо, в свою мастерскую-обитель Ункоку-ан, где жил и работал под патронажем клана Оути. В этот период времени Сэссю создаёт свои самые известные работы, включая «Длинный свиток пейзажей», ширмы «Цветы и птицы четырёх сезонов», сезонные пейзажи «Осень» и «Зима», «Пейзаж в стиле хабоку», «Ама-но-Хасидатэ (Небесный Мост)» и др.
Информация о последних годах жизни Сэссю противоречива. По одной из версий он отправился в Масуда (провинция Ивами) и провёл там остаток своих дней, проживая в храме Дайки-Ан. По другой версии он провёл остаток своей жизни в Ямагути в храме Тёгэн-дзи. Умер Сэссю в 1506 году.

## Творчество
Сэссю создал собственную манеру живописи, которая оказала большое влияние на более поздних художников, таких как Сэссон Сюкэй, Хасэгава Тохаку и Ункоку Тоган. Одной из техник, которой Сэссю обучился в Китае, изучая творчество Жофэнь Юйцзяня и Му Ци, и которую первым привнёс в японскую суйбокуга, была техника хацубоку (溌墨, кит. помо, «разбрызганная тушь»).
Произведения художника:
- в жанре сансуйга — «Пейзажи четырех времён года» (1469 г. ?), «Водопад Тинда» (1479 г.), «Восемь видов рек Сяо и Сян», «Восемь видов озера Сиху», «Осенний пейзаж» и «Зимний пейзаж»(1486), «Пейзаж в стиле хабоку» (1495), «Ама-но Хасидатэ» (1501—1506);
- в жанре досякуга — «Хуэйкэ, отрубающий себе руку», «Шакьямуни, спускающийся с горы», «Дарума (Бодхидхарма)», «Кандзан и Дзиттоку», «Дуфу верхом на осле», «Дзюро, бог долголетия» (1479) и др.;
- в жанре катёга — ширмы «Цветы и птицы четырёх сезонов» (1483);
- в жанре дзинбуцуга — «Портрет Масуда Канэтака» (1478).

- Сэссю. Пейзаж, 1495
- Сэссю. Осенний пейзаж
- Картина в Токийском национальном музее
- Сэссю. Пейзаж, частное собрание

## Признание
- Шесть работ, бесспорно принадлежащих Сэссю, относятся к национальным сокровищам Японии.
- В 1956 году Всемирный Совет Мира на проходившей в столице Австрии сессии номинировал десять человек, которые внесли наибольший вклад в мировую культуру, и почтил их память. Сэссю был среди этих десяти деятелей культуры вместе с Леонардо да Винчи. В этом же году в СССР были выпущены почтовые марки, посвященные художнику.